# Котовский район (Волгоградская область)
Ко́товский райо́н — административно-территориальная единица (район) и одноимённое муниципальное образование (муниципальный район) в Волгоградской области России.
Административный центр — город Котово. Входит в Камышинский территориальный округ области.

## География
На севере район граничит с Жирновским и Руднянским районами; на востоке — Камышинским; на юге — с Ольховским; на западе — с Даниловским районом.

### Географическое положение
Котовский район расположен в северной части Волгоградской области.
В случае железистой подстилающей поверхности почвы например железистые песчаники, глины, или грунтовые воду, чересчур сильно насыщенных железом в теплое время железо «подымаются», «выпариваться» в почвенный, верхний слой почвы. В книге Почвы Волгоградской области 1970 года выпуска описываться красноцветные почвы Волгоградской области на примере почв такого типа Тетеревятского Кряжа.
Профиль А Красновато-Коричневый, или Серо-Красновато-Коричневый, не прочно комковатый, легко суглинистый (бывает и суглинистый и глинистый и тяжело-суглинистый)
Глубина слоя 0-24 см.
Профиль В С Коричневый с небольшими и неярко выражеными узкими полосками железистых суглинков с подтеками и красноцветного гумустного слоя.
Глубина профиля – слоя 24-37 см.
Профиль С Плотный Красно-Бурый Железистый плотный песчаник.
Глубина профиля-слоя 37-47 см.
Профиль Д Красно-Бурый железистый суглинок рыхлый.
Глубина профиля-слоя 47-100 см.
Красноцветные почвы в Волгоградской области представлены как полно развитыми красноцветными почвами, так и не полно развитыми красноцветными почвами, как они представлены в Гусельско-Тетеревятском Кряже имеют локальное расположение разных размеров.

### Рельеф
Территория района расположена на юго-восточных отрогах Приволжской возвышенности, Донско-Медведицкой гряды, которая занимает обширное Медведицко-Иловлинское междуречье, изрезанное степными речками, оврагами и балками.
В случае железистой подстилающей поверхности почвы например железистые песчаники, глины, или грунтовые воду, чересчур сильно насыщенных железом в теплое время железо «подымаются», «выпариваться» в почвенный, верхний слой почвы. В книге Почвы Волгоградской области 1970 года выпуска описываться красноцветные почвы Волгоградской области на примере почв такого типа Тетеревятского Кряжа.
Профиль А Красновато-Коричневый, или Серо-Красновато-Коричневый, не прочно комковатый, легко суглинистый (бывает и суглинистый и глинистый и тяжело-суглинистый)
Глубина слоя 0-24 см.
Профиль В С Коричневый с небольшими и неярко выражеными узкими полосками железистых суглинков с подтеками и красноцветного гумустного слоя.
Глубина профиля – слоя 24-37 см.
Профиль С Плотный Красно-Бурый Железистый плотный песчаник.
Глубина профиля-слоя 37-47 см.
Профиль Д Красно-Бурый железистый суглинок рыхлый.
Глубина профиля-слоя 47-100 см.
Красноцветные почвы в Волгоградской области представлены как полно развитыми красноцветными почвами, так и не полно развитыми красноцветными почвами, как они представлены в Гусельско-Тетеревятском Кряже имеют локальное расположение разных размеров.

### Полезные ископаемые
Котовский район являлся нефте- и газодобывающим районом.

### Климат
Климат Котовского района характеризуется резкой континентальностью. По многолетним наблюдениям Камышинской метеостанции, среднегодовая температура воздуха 20°С, наиболее теплым является июль +32°С, самым холодным — февраль −19-27°С. Абсолютный МИНИМУМ −37°С, максимальная температура летом +41°С. Продолжительность безморозного периода — 128 день.
Среднегодовое количество осадков равно 492 мм, выпадение которых по месяцам весьма неравномерно. Большая часть осадков, выпадающих в летнее время, под влиянием высоких температур воздуха и сильных ветров в значительной степени испаряется. Запасы влаги в почве пополняются, в основном, за счёт осадков, выпадающих в осенне — зимний период. Высота снежного покрова превышает 60-70 см. Сильные ветры сдувают значительную часть снега в балки и овраги. В условиях, какого засушливого климата основные агротехнические мероприятия по возделыванию сельскохозяйственных культур должны быть направлены на борьбу за сохранение влаги в почве.

### Гидрография
По территории района протекает 11 рек. По северной части района протекает река Медведица, речки Бурлук, Бурлучек, Солодовка, Тарасовка, Мокрая Ольховка, Смородинка. В центральной части — Большая и Малая Казанка, Прялица. В Южной части — Чертолейка, Ольховка. Весной после таяния снегов и летом после ливневых дождей речки несут много воды, но летом они значительно высыхают. Из других водных источников имеются пруды. Грунтовые воды на водораздельных плато находятся на глубине 15-20 м. В поймах рек, балках они залегают на глубине 2-4 м; а в Перещепном, Новомлиново имеются криницы — артезианские родники.
Наиболее значительные реки:
- Медведица
- Большая казанка

Речка, протекает в юго-западной части Камышанского уезда, правый приток р. Иловля. Берёт своё начало в балке Парница, что в 5 верстах к западу от с. Серино на границе Области Войска Донского, течёт она с небольшим уклонением с северо-запада на юго-восток через хутор Ломовка, село Моисеево и спадает в реку Иловля на 2 версты выше село Костарева.
Длина Большой Казанки, не считая извилин, около 49 верст.
- Малая казанка

Речка, берёт своё начало в 5 км севернее с. Серино, протекает по Серино, через г. Котово, с. Коростино и ниже села на 5-6 км впадает в Большую Казанку. Весной от прибытия паводковых вод часто выходит из берегов, затопляет луга и подтапливает сёла. Летом высыхает, оставляя мелкие озёра. Крестьяне села Серино и Котово на Казанке разводили большие плантации овощей и махорки.
- Ольховка мокрая

Река (Елховка Мокрая) берёт своё начало около ст. Неткачево, обходит дугой с севера её вершины, течёт с северо-запада на юго-восток с небольшим уклоном на протяжении 50 верст по прямому направлению, проходит по селениям Камышинского уезда: Новониколаевке, Волково, Мокрой Ольховке, Алексеевке; немецким колониям: Обердорф (Купцово), Эрленбах (Ременники), Визенфельд (Авилово), Мариенфельд (Николаевка), впадая с правой стороны в реку Иловлю, между х. Кукушкиным и с. Барановским. В реку Мокрая Ольховка слева впадает река Сухая Ольховка. Своё название речка получила от растущей по ней ольхи.
На всем протяжении на р. Мокрая Ольховка стояли мукомольные мельницы.
По левому берегу пролегла в 1893—1894 гг. железнодорожная линия Рязано-Уральской железной дороги Тамбов — Камышин и три железнодорожные станции: Неткачево, Лапшинская, Авилово.
Речка Ольховка под названием Елховки известна по документам 1770 года. Уже тогда по ней были хутора бобылей и мещан г. Камышина.
По речке Мокрая Ольховка росли крупные деревья мягкой породы: ольха, липа, осокорь, верба и другие, а также многие кустарниковые породы и разнообразные травы.

## История
Образован Указом Президиума Верховного Совета РСФСР «Об укрупнении сельских районов и изменении подчинённости районов и городов Волгоградской области» от 01 февраля 1963 года. В состав Котовского района были включены:
- Берёзовский район - без Большелычакского и Малодельского сельсоветов.
- Даниловский район – без Октябрьского, Сенновского и Сергиевского сельсоветов.
- Ждановский район - полностью.
- Бурлукский, Мирошниковский, Мокро-Ольховский, Неткачевский, Перещепновский и Слюсаревский сельсоветы Красноярского района.
- хутора Бурово и Новая Ольховка Киреевского сельсовета Ольховского района, вошедшие в состав Попковского сельсовета.

Указом Президиума Верховного Совета РСФСР от 02-04 марта 1964 года  в Волгоградской области был вновь образован Руднянский район, в административно-территориальное подчинение  которого были переданы Даниловский, Лобойковский, Миусовский, Ореховский, Олейниковский, Плотниковский сельсоветы Котовского района.  Решением исполкома облсовета от 17 марта 1964 года  № 9/119 §8 Плотниковский сельсовет, переданный в Руднянский район, был оставлен в Котовском районе, впоследствии решением от 18 мая 1964 года № 16/236 был передан со всеми населёнными пунктами в административное подчинение Михайловского района.  
Решением облисполкома от 12 октября 1964 года  № 29/430 §2 хутор Грязный Буерак Купцовского сельсовета Котовского района передан в состав Камышинского района.
В соответствии с Указом Президиума Верховного Совета РСФСР от 30 декабря 1966 года  № 741/14 «Об образовании Алексеевского, Даниловского и Ольховского районов в Волгоградской области» было принято решение облисполкома от 31 декабря 1966 года № 30/775 о выделении Атамановского, Березовского, Островского сельсоветов в состав Даниловского района и населённых пунктов Гуров и Новоольховка Попковского сельсовета Котовского района – в состав Киреевского сельсовета Ольховского района. Впоследствии границы района не изменялись.
22 декабря 2004 года в соответствии с Законом Волгоградской области № 974-ОД район наделён статусом муниципального района. В его составе образованы 9 муниципальных образований: 1 городское и 8 сельских поселений.

## Население
| 1970    | 1979    | 1989    | 1989    | 2002    | 2009    | 2010    | 2011    | 2012    |
| ------- | ------- | ------- | ------- | ------- | ------- | ------- | ------- | ------- |
| 37 078  | ↘36 819 | ↗38 660 | ↘38 081 | ↗38 700 | ↘36 422 | ↘34 477 | ↘34 273 | ↘33 702 |
| 2013    | 2014    | 2015    | 2016    | 2017    | 2018    | 2019    | 2020    | 2021    |
| ↘33 147 | ↘32 547 | ↘32 083 | ↘31 761 | ↘31 321 | ↘30 691 | ↘30 590 | ↘29 918 | ↗30 242 |

### Урбанизация
В городских условиях (город Котово) проживают Ошибка выражения: неопознанный символ пунктуации «#» % населения района.

### Гендерный состав
Мужчин — 47,2 %, женщин — 52,8 %.

### Национальный состав
По итогам переписи населения 2020 года проживали следующие национальности (национальности менее 0,1 % и другое см. в сноске к строке «Другие»):
| Национальность | Численность, чел. | Доля     |
| -------------- | ----------------- | -------- |
| Русские        | 28 395            | 93,89 %  |
| Немцы          | 325               | 1,07 %   |
| Армяне         | 217               | 0,72 %   |
| Чеченцы        | 136               | 0,45 %   |
| Езиды          | 128               | 0,42 %   |
| Украинцы       | 105               | 0,35 %   |
| Татары         | 73                | 0,24 %   |
| Азербайджанцы  | 65                | 0,21 %   |
| Цыгане         | 60                | 0,20 %   |
| Чуваши         | 51                | 0,17 %   |
| Таджики        | 46                | 0,15 %   |
| Даргинцы       | 42                | 0,14 %   |
| Другие         | 599               | 1,99 %   |
| Итого          | 30 242            | 100,00 % |

## Муниципально-территориальное устройство
В Котовском муниципальном районе выделяются 9 муниципальных образований, в том числе 1 городское поселение и 8 сельских поселений:
| № | Муниципальное образование          | Административный центр  | Количество населённых пунктов | Население (чел.) | Площадь (км²) |
| - | ---------------------------------- | ----------------------- | ----------------------------- | ---------------- | ------------- |
| 1 | городское поселение город Котово   | город Котово            | 1                             | #Н/Д             | 41.62         |
| 2 | Бурлукское сельское поселение      | село Бурлук             | 2                             | ↘638             | 264.82        |
| 3 | Коростинское сельское поселение    | село Коростино          | 2                             | ↘1036            | 229.78        |
| 4 | Купцовское сельское поселение      | село Купцово            | 3                             | ↘1153            | 371.89        |
| 5 | Лапшинское сельское поселение      | ж.д. станция Лапшинская | 4                             | ↘858             | 181.83        |
| 6 | Мирошниковское сельское поселение  | село Мирошники          | 5                             | ↘1093            | 336.22        |
| 7 | Моисеевское сельское поселение     | село Моисеево           | 2                             | ↘912             | 228.75        |
| 8 | Мокроольховское сельское поселение | село Мокрая Ольховка    | 4                             | ↘1383            | 393.25        |
| 9 | Попковское сельское поселение      | хутор Попки             | 3                             | ↘1260            | 396.18        |

## Населённые пункты
В Котовский район входят 26 населённых пунктов.
| №  | Населённый пункт | Тип          | Население | Муниципальное образование          |
| -- | ---------------- | ------------ | --------- | ---------------------------------- |
| 1  | Авилово          | село         | ↘131      | Купцовское сельское поселение      |
| 2  | Бурлук           | село         | 711       | Бурлукское сельское поселение      |
| 3  | Гордиенки        | село         | 227       | Мирошниковское сельское поселение  |
| 4  | Дорошево         | село         | 68        | Мирошниковское сельское поселение  |
| 5  | Ефимовка         | село         | 239       | Моисеевское сельское поселение     |
| 6  | Коростино        | село         | ↘1133     | Коростинское сельское поселение    |
| 7  | Котово           | город        | #Н/Д      | городское поселение город Котово   |
| 8  | Крячки           | село         | 343       | Мокроольховское сельское поселение |
| 9  | Купцово          | село         | ↘1075     | Купцовское сельское поселение      |
| 10 | Лапшинская       | ж.д. станция | ↗790      | Лапшинское сельское поселение      |
| 11 | Лобынец          | село         | ↘22       | Лапшинское сельское поселение      |
| 12 | Мирошники        | село         | 402       | Мирошниковское сельское поселение  |
| 13 | Моисеево         | село         | 939       | Моисеевское сельское поселение     |
| 14 | Мокрая Ольховка  | село         | ↘860      | Мокроольховское сельское поселение |
| 15 | Неткачево        | село         | 83        | Мокроольховское сельское поселение |
| 16 | Нижние Коробки   | хутор        | 252       | Попковское сельское поселение      |
| 17 | Новоалексеевка   | село         | 113       | Лапшинское сельское поселение      |
| 18 | Новониколаевка   | село         | ↘268      | Купцовское сельское поселение      |
| 19 | Перещепное       | село         | 441       | Мокроольховское сельское поселение |
| 20 | Племхоз          | село         | 229       | Коростинское сельское поселение    |
| 21 | Попки            | хутор        | 971       | Попковское сельское поселение      |
| 22 | Романов          | хутор        | 279       | Попковское сельское поселение      |
| 23 | Слюсарево        | село         | 461       | Мирошниковское сельское поселение  |
| 24 | Смородино        | село         | 216       | Лапшинское сельское поселение      |
| 25 | Сосновка         | село         | 163       | Бурлукское сельское поселение      |
| 26 | Тарасово         | село         | 99        | Мирошниковское сельское поселение  |

Упразднённые населённые пункты:
- 2003 год — железнодорожная станция Неткачево[30].

## Экономика

### Сельское хозяйство
Полностью отсутствует.

### Промышленность
Котовский район — был один из ведущих промышленных центров региона в советское время, обладающий весьма весомым потенциалом. В структуре валового производства Котовского района удельный вес промышленности составляет 89,8 %, а сельского хозяйства — 4 %. Промышленность района специализируется на добыче нефти и газа, переработке данного сырья и производстве сельскохозяйственной продукции. В настоящее время полностью умерло[уточнить].
Основными предприятиями Котовского района являются: ОАО «РИТЭК» ТПП «Волгограднефтегаз», ООО СП «Волгодеминойл», ООО «ЛУКОЛ-Коробковский газоперерабатывающий завод», ООО «НУРС», Котовский филиал ООО «Буровой инструмент», ООО «Котовомежрайгаз».

## Археология
В Котовском районе недалеко от села Мокрая Ольховка были обнаружены округлые окаменелости — несколько гигантских шаров яйцевидной формы диаметром 1-1,2 метра, которые находятся на глубине примерно 10-12 метров. Шары яйцевидной формы оказались на поверхности и были замечены после половодья, которое обрушило грунт.
Специалист из Москвы, прибывший на место обнаружения находки, выдвинул предположение, что это яйца динозавров. Однако волгоградские ученые сомневаются в правильности выводов коллеги. Как известно, на территории Волгоградской области плескалось теплое доисторическое море, поэтому здесь чаще обнаруживают останки морских рептилий, вроде ихтиозавров. К тому же самое крупное найденное яйцо динозавра не превышает 30 см в длину. Вылупившийся из него малыш был лишь ненамного больше и должен был очень быстро расти, чтобы достигнуть размеров взрослой особи.

## Транспорт
1

## Известные люди
- Карижский, Григорий Иванович (1895—1971) — советский военный деятель, генерал-майор (1 октября 1942 года). Герой Советского Союза.